# بيتر بازماني
بيتر بازماني دي باناس، حامل الوسام اليسوعي. (بالمجرية: panaszi Pázmány Péter؛ باللاتينية: Petrus Pazmanus؛ بالألمانية: Peter Pazman؛ بالسلوفاكية: Peter Pázmaň؛ 4 أكتوبر 1570 - 19 مارس 1637)، كان يسوعيًا مجريًا وكان فيلسوفًا مشهورًا. ولاهوتيًا، وكاردينالًا، وخطيبًا عامًا، ورجل دولة. كما كان شخصية مهمة في الإصلاح المضاد في المجر الملكية.
كان إرث بازماني الأكثر أهمية هو ابتكاره اللغة الأدبية المجرية. وبصفته خطيبًا أُطلق عليه لقب «شيشرون المجري الأرجواني (الملكي)». وفي عام 1867 سُمي شارع في فيينا باسم بازمانيتنغاسي تيمنًا به.

## سيرته

### حياته المبكرة
ولد بازماني عام 1570 في ناغيفاراد في إمارة ترانسيلفانيا (أوراديا الحالية في رومانيا)، وهو ابن ميكلوش بازماني نائب الإشبان في مقاطعة بيهار. وحين كان شابًا تلقى تعليمه هناك، وعلى يد اليسوعيين في كلوجفار (كلوج)، حيث ترك الكنيسة الإصلاحية الكالفينية في المجر واعتنق الرومانية الكاثوليكية في عام 1583، وكان ذلك جزئيًا تحت تأثير زوجة أبيه الكاثوليكية. وفي عام 1587 انضم إلى الرهبنة اليسوعية.
عند دخوله إلى الرهبنة اليسوعية أمضى بازماني فترة تعليمه الأولي في كراكوف، وبعد ذلك درس الفلسفة في جامعة فيينا (1589-1592)، ثم درس علم اللاهوت (1592-1596) في الجامعة الرومانية في روما (الآن الجامعة الغريغورية البابوية) تحت إشراف القديس روبرت بيلارمن حامل الوسام اليسوعي، وبعد ذلك رُسم كاهنًا هناك. وحصل على درجة الدكتوراه في اللاهوت عام 1597.
بعد دراسته أرسل بازماني إلى غراتس في النمسا، حيث خدم أولًا ضمن طاقم الكلية اليسوعية هناك لمدة عام، ثم ألقى محاضرات في علم اللاهوت في جامعة غراتس. وفي عام 1601 أرسل إلى مقر الجمعية في شاييا (شالا الحالية في سلوفاكيا)، حيث أكسبته بلاغته ولهجته اعتناق المئات للكاثوليكية، بما في ذلك العديد من أنبل العائلات. وكان الكونت ميكلوش إسترهازي وبال راكوتسي من بين الذين اعتنقوا الكاثوليكية بفضله.
في عام 1607 دخل بازماني إلى بلاط رئيس الأساقفة فيرينس فورغات من إسترغوم. وفي العام التالي جذب انتباه البرلمان المجري بإدانته للنقطة الثامنة من صلح فيينا، التي منعت اليسوعيين من الحصول على ملكية الأراضي في المجر. ومن الجدير بالملاحظة بشكل خاص في هذه الفترة هو دليل الحقيقة لبازماني الذي ظهر في عام 1613. واعتبر أن هذا الدليل قد وحد جميع مزايا العمق العلمي والترتيب المنهجي والأسلوب الشعبي.
بمبادرة من رئيس الأساقفة وطلب الملك ماتياس الثاني ملك المجر منح البابا بولس الخامس بموجب مذكرة رسولية مؤرخة في 5 مارس عام 1616 بازماني الإذن بمغادرة الجمعية اليسوعية والدخول إلى هيئة رجال الدين السوماسكانيين؛ ومع ذلك فإنه لم يترك الرهبنة اليسوعية أبدًا، ولم يكن هناك سوى تقديم طلب من قبل أطراف أخرى ومنح الإذن بالمغادرة.

### الأسقف الرئيسي للمجر
في 25 أبريل عام 1616 جرى تعيين بازماني عميدًا لتوروك (توريك السلوفاكية)، وفي 28 سبتمبر جرى تعيينه من قبل الكرسي الرسولي رئيس أساقفة إسترغوم، الأسقف الرئيسي للمجر. وكان من المقرر أن يصبح بازماني روح الإصلاح المضاد الكاثوليكي في المجر.
بصفته القسيس الرئيسي للكنيسة الكاثوليكية في المجر استخدم بازماني كل الوسائل المتاحة له، باستثناء المخالفة المطلقة للقوانين، لعرقلة البروتستانتية وإضعافها، والتي ظهرت خلال القرن السادس عشر. وفي عام 1619 أسس مدرسة لاهوتية للمرشحين اللاهوتيين في ترنافا، وفي عام 1623 وضع أسس مؤسسة مماثلة في فيينا، وهي مدرسة بازمانيوم الشهيرة، بتكلفة مئتي ألف فلورين. وفي عام 1635 ساهم بمبلغ مئة ألف فلورين في تأسيس الجامعة في ترنافا. وتحولت كلية اللاهوت لاحقًا إلى جامعة بيتر بازماني الكاثوليكية، وأصبحت بقية الجامعة ما يعرف الآن باسم جامعة أوتفوش لوراند، والتي كانت تُعرف في الفترة منذ 1921 حتى 1950 باسم جامعة بيتر بازماني. وفي عام 1992 أصبحت كليتها اللاهوتية جامعة بيتر بازماني الكاثوليكية في بودابست/بيليشسابا. وبنى بازماني أيضًا كليات ومدارس يسوعية في براتيسلافا (بريسبورغ)، وأديرة الفرنسيسكان في نوفي زامكي (إرسيكوجفار باللغة المجرية) وكرمنيتسا، وكلها تقع في سلوفاكيا الحديثة.